# Grön spiklav
Grön spiklav (Calicium viride) är en lavart som beskrevs av Christiaan Hendrik Persoon. Arten ingår i släktet Calicium och familjen Caliciaceae. Grön spiklav är reproducerande i Sverige.

## Beskrivning
Grön spiklav har oftast en tydlig grön bål, som är småvårtig eller grynig. Apothecierna är svarta och knappnålslika, upp till två millimeter höga; "knappnålshuvudet" har brun undersida, vilket är ett av artens viktigaste kännetecken. Sporsäckarna är klubbformiga. Fotobionten, lavens algkomponent, är trebouxioid (det vill säga tillhör eller liknar släktet Trebouxia).

## Utbredning
I Sverige förekommer grön spiklav över hela landet, och den är tillsammans med kopparspik (C. salicinum) kanske den vanligaste arten av spiklavar i landet. Söder om Dalälven växer arten framför allt på barken av lövträd, norröver framför allt på barken av barrträd eller på ved.
Arten återfinns över stora delar av norra halvklotet, såväl i Europa och Asien som i Nordamerika. Den är också påträffad i södra Sydamerika.